# TransAmerica
TransAmerica je moderní desková hra pro 2 až 6 hráčů, vydaná v roce 2001 firmou Rio Grande Games. Hráči v ní stavějí železniční síť v USA a snaží se propojit pět měst, která si na začátku kola vylosují.
TransEuropa je stejná hra jako TransAmerica, hraje se však na mapě Evropy.

## Pravidla
Na začátku hry mají všichni hráči 12 bodů. Hra se skládá z několika kol. Po každém kole hráči, kteří nespojili svých pět měst, ztrácejí tolik bodů, kolik kolejí jim zbývalo postavit.
Hraje se na mapě USA, na níž je 35 měst rozdělených do pěti barevně rozlišených oblastí. Při hře 2 nebo 3 hráčů se využívá jen 25 měst. Mezi městy je vyznačena trojúhelníková síť, na níž se v průběhu kola budou stavět železnice. Každý hráč na začátku kola dostane (skrytě) pět karet měst, z každé oblasti jedno. Do těchto měst má za úkol postavit železnici.
V prvním tahu každý hráč položí svůj počáteční ukazatel na libovolný uzel na mapě. Od tohoto ukazatele v dalších tazích staví svou síť tak, aby propojila jeho pětici měst. Každý hráč ve svém tahu položí buď jednu kolej na dvojitou čáru sítě (ta symbolizuje stavbu v obtížnějším terénu – řeky, hory), nebo dvě koleje na jednoduché čáry. Jakmile je kolej položena na desku, slouží ke spojení měst všem hráčům, nejen tomu, který ji postavil.
Kolo končí ve chvíli, kdy některý z hráčů spojí všechna svá města. Tento hráč oznámí, že je konec kola, a ukáže ostatním své karty měst, aby viděli, že je spojil. Ostatní hráči si pak odečtou tolik bodů, kolik kolejí by ještě museli postavit, aby svá města spojili. Na začátku dalšího kola se celá síť zruší (začíná se znovu s prázdnou mapou) a karty měst se rozdají znovu.
Hra končí, když některý hráč ztratí všechny své body. Vítězem se stane hráč s nejvyšším počtem neztracených bodů.

## TransEuropa
TransEuropa má stejná pravidla jako TransAmerica, hraje se však na mapě Evropy. Liší se v některých grafických detailech, např. v obrázku na krabici nebo v tom, že na každé kartě města je zobrazena nějaká jeho památka. Mapa Evropy také obsahuje více dvojitých čar symbolizujících obtížnější terén, např. pro stavbu přes moře.